# Primrose (album)
Primrose è il secondo album pubblicato dal gruppo goth/darkwave statunitense Mors Syphilitica.

## Tracce
1. Ungrateful Girl – 3:48
2. Remedy – 4:56
3. Infanta – 4:28
4. Spinning On Ribbon – 6:33
5. Distance – 4:00
6. Skins Of Lovers – 3:42
7. Roses From The Yard – 3:46
8. Primrose – 2:50
9. Johnny Has Gone For A Soldier – 3:54
10. Orator – 3:54
11. If Palms Could Hold Sorrow – 4:04
12. Silently There – 3:08
13. The Lying – 3:57
14. This Love Ours – 3:13
15. As We Slept – 4:24